# Ebéjico (ort)
Ebéjico är en ort i Colombia.   Den ligger i departementet Antioquía, i den nordvästra delen av landet, 270 km nordväst om huvudstaden Bogotá. Ebéjico ligger 1 159 meter över havet och antalet invånare är 2 583.
Terrängen runt Ebéjico är bergig åt sydväst, men åt nordost är den kuperad. Runt Ebéjico är det tätbefolkat, med 881 invånare per kvadratkilometer. Närmaste större samhälle är San Jerónimo, 13,8 km norr om Ebéjico. I omgivningarna runt Ebéjico växer i huvudsak städsegrön lövskog.